# اعتام (صنعاء)

تعديل مصدري - تعديل

اعتام هي إحدى قرى الجمهورية اليمنية. وهي تتبع جغرافيًا لمحافظة صنعاء. وإداريًا لمديرية صعفان. يبلغ تعداد سكانها 1830 نسمة حسب الإحصاء الذي أجري عام 2004.